# Bell X-22
Белл X-22 (англ. Bell X-22) — американский экспериментальный самолёт вертикального взлёта и посадки. Разработан компанией «Белл аэросистемз». Построен для проведения исследований в полёте с использованием поворотных канальных движителей. Самолёт X-22A первый раз поднялся в воздух 17 марта 1966 года. Всего было построено два самолёта, один из них потерян в ходе испытаний. Испытания второго прототипа продолжались до закрытия программы в 1988 году.

## Разработка
Исходно подряд на разработку и создание двух опытных образцов СВВП X-22 в половину размера на сумму $18 миллионов выиграла «Дуглас эйркрафт», проект которой получил поддержку со стороны Управления вооружения и командования ВМС и был пролоббирован группой политиков во главе с сенатором-республиканцем от Аризоны Барри Голдуотером, но заместитель министра обороны США Розуэлл Гилпатрик своим решением аннулировал контракт с «Дуглас» в пользу «Белл», что вызвало острую критику со стороны противостоящей группы интересов и привело к слушаниям в подкомитете по вопросам боевой готовности Сената США, где его полностью поддержал сенатор-демократ от Миссури Стюарт Саймингтон, заявивший о том, что Гилпатрик своим решением «сделал абсолютно правильную вещь», в результате чего, разработкой СВВП занялась «Белл».

## Конструкция
Самолёт с четырьмя крыльями, расположенными по тандемной (продольной) схеме. Силовая установка — четыре турбовальных газотурбинных двигателя, расположенных попарно на заднем крыле и работающих на общую трансмиссию. Движителями являются четыре воздушных винта в поворотных кольцевых обтекателях. Обтекатели имеют возможность разворота от вертикального положения (вертикальный взлет) к горизонтальному (крейсерский полёт или взлёт с разбегом).

## ЛТХ
- Силовая установка: четыре турбовальных двигателя «Дженерал электрик» YT58-GE-8D мощностью 932 кВт (1250 л. с.)
- Максимальная скорость на уровне моря: 509 км/ч (расчётная; максимальная достигнутая на испытаниях — 409 км/ч)
- Крейсерская скорость на высоте 3355 м (11000 футов): около 343 км/ч (213 миль в час)
- Дальность полёта: 716 км (445 миль).